# Steuerleitung
Als Steuerleitung wird in der Elektrotechnik eine Verbindung zwischen einem Sender und Empfänger bezeichnet, die z. B. über ein Kabel, Draht oder Lichtwellenleiter realisiert ist. Über diese Verbindung wird, hauptsächlich über einen logischen Zustand (0 oder 1), der Empfänger in eine andere Betriebsart bzw. -zustand geschaltet und/oder ein bestimmter Vorgang gestartet oder gestoppt. Die Kommunikation findet normalerweise nur unidirektional statt, nämlich vom Sender zum Empfänger.
Steuerleitungen sind vor allem bei integrierten Schaltungen (ICs) zu finden. Bekannte digitale Eingänge eines ICs, die mit einer Steuerleitung verbunden werden, sind z. B. Chipselect, Reset oder Enable.